# Corell Cirque
Der Corell Cirque ist ein großer, mit Gletschereis angefüllter Bergkessel im südlichen Teil der Darwin Mountains im Transantarktischen Gebirge. Er liegt am östlichen Ende der Prebble-Eisfälle zwischen dem Harvey Cirque und dem Duncan Bluff und ist Durchgangsstation für die Eismassen vom Midnight-Plateau zum Hatherton-Gletscher.
Das Advisory Committee on Antarctic Names benannte den Bergkessel 2001 nach dem US-amerikanischen Klimaforscher Robert Corell (* 1934), Vorsitzender des Direktorats für Geowissenschaften der National Science Foundation von 1987 bis 1999.